# Saison 1970-1971 de la WHL
Saison précédente Saison suivante
La saison 1970-1971 est la dix-neuvième saison de la Western Hockey League. Six équipes jouent 72 matches de saison régulière à l'issue de laquelle les Buckaroos de Portland sont sacrés champions de la Coupe du président.

## Saison régulière

### Classement
| Clt   | Équipe                     | PJ | V  | D  | N  | BP  | BC  | Pts |
| ----- | -------------------------- | -- | -- | -- | -- | --- | --- | --- |
| +001, | Buckaroos de Portland      | 72 | 48 | 17 | 7  | 306 | 210 | 103 |
| +002, | Roadrunners de Phoenix     | 72 | 36 | 27 | 9  | 271 | 234 | 81  |
| +003, | Gulls de San Diego         | 72 | 33 | 27 | 12 | 248 | 223 | 78  |
| +004, | Spurs de Denver            | 72 | 25 | 31 | 16 | 242 | 253 | 66  |
| +005, | Totems de Seattle          | 72 | 27 | 36 | 9  | 223 | 260 | 63  |
| +006, | Golden Eagles de Salt Lake | 72 | 18 | 49 | 5  | 217 | 327 | 41  |

- En gras : champion de la saison régulière
- En italique : qualifié pour les séries éliminatoires

### Meilleurs pointeurs
| Clt | Joueur          | Équipe    | PJ | B  | A  | Pts |
| --- | --------------- | --------- | -- | -- | -- | --- |
| 1   | Art Jones       | Portland  | 71 | 44 | 70 | 114 |
| 2   | André Hinse     | Phoenix   | 67 | 44 | 49 | 93  |
| 3   | Norm Johnson    | Portland  | 72 | 37 | 55 | 92  |
| 4   | Larry Lund      | Phoenix   | 69 | 29 | 63 | 92  |
| 5   | Gerry Goyer     | San Diego | 72 | 24 | 67 | 91  |
| 6   | Bob Courcy      | San Diego | 72 | 48 | 41 | 89  |
| 7   | Bill Saunders   | Portland  | 65 | 39 | 44 | 83  |
| 8   | Andrew Hebenton | Portland  | 72 | 29 | 52 | 81  |
| 9   | Al Nicholson    | San Diego | 72 | 28 | 44 | 72  |
| 10  | Rick Foley      | Portland  | 66 | 17 | 54 | 71  |

## Séries éliminatoires
Les quatre premières équipes de la saison régulière sont qualifiées pour les séries : le premier rencontre le troisième, le deuxième rencontre le quatrième et les vainqueurs jouent la finale. Toutes les séries sont jouées au meilleur des 7 matchs.
|  | Demi-finales | Demi-finales           | Demi-finales | Demi-finales           |   |                       | Finale | Finale | Finale | Finale |
|  |              |                        |              |                        |   |                       |        |        |        |        |
|  |              |                        |              |                        |   |                       |        |        |        |        |
|  | 1            | Buckaroos de Portland  | 4            | 4                      |   |                       |        |        |        |        |
|  | 1            | Buckaroos de Portland  | 4            | 4                      |   |                       |        |        |        |        |
|  | 3            | Gulls de San Diego     | 2            | 2                      |   |                       |        |        |        |        |
|  | 3            | Gulls de San Diego     | 2            | 2                      | 3 | Buckaroos de Portland | 4      | 4      |        |        |
|  |              |                        |              |                        | 3 | Buckaroos de Portland | 4      | 4      |        |        |
|  |              |                        | 2            | Roadrunners de Phoenix | 1 | 1                     |        |        |        |        |
|  | 2            | Roadrunners de Phoenix | 2            | Roadrunners de Phoenix | 1 | 1                     | 4      | 4      |        |        |
|  | 2            | Roadrunners de Phoenix |              |                        |   |                       |        | 4      |        |        |
|  | 4            | Spurs de Denver        | 1            | 1                      |   |                       |        |        |        |        |
|  | 4            | Spurs de Denver        | 1            | 1                      |   |                       |        |        |        |        |

## Récompenses

### Trophée collectif
| Coupe Lester Patrick : Vainqueurs des séries | Buckaroos de Portland |

### Trophées individuels
| Outstanding Goalkeeper Award : Meilleur gardien | Jim McLeod et Dave Kelly, Buckaroos de Portland |
| Leading Scorer Award : Meilleur pointeur        | Art Jones, Buckaroos de Portland                |
| George Leader Cup : Meilleur joueur             | Art Jones, Buckaroos de Portland                |
| Rookie Award : Meilleure recrue                 | Jake Rathwell, Golden Eagles de Salt Lake       |
| Fred J. Hume Cup : Joueur le plus gentilhomme   | Andrew Hebenton, Buckaroos de Portland          |

### Équipe d'étoiles
Les six joueurs suivants sont élus dans l'équipe d'étoiles :
- Gardien : Jack McCartan, Gulls de San Diego
- Défenseur : John Hanna, Totems de Seattle
- Défenseur : Rick Foley, Buckaroos de Portland
- Ailier gauche : André Hinse, Roadrunners de Phoenix
- Centre : Art Jones, Buckaroos de Portland
- Ailier droit : Bob Courcy, Gulls de San Diego